# ウイグル人問題
ウイグル人問題とは、中華人民共和国の新疆ウイグル自治区で発生しジェノサイドや人権に関する論争や懸念事項である。

## 概要
新疆は様々な民族や宗教が共存する地域であったが、近年、中国政府はウイグル人に対する厳格な統制を強化してきた。中国政府はテロリズムと極端主義を取り締まるためと主張し、ウイグル人を対象にした大規模な監視体制を敷いている。
報道によれば、ウイグル人は拘束キャンプに収容され文化や宗教的な慣習が抑圧されているとされている。国際的な人権団体や一部の国々は中国政府や行為を強く非難し、ジェノサイドや強制労働の疑いがかかっている。
国際社会ではウイグル人問題に対する懸念が高まっており、対応について激しい議論が続いている。